# Hiloni
Hiloni (en hébreu : חִלּוֹנִי), au pluriel hilonim (en hébreu : חִלּוֹנִים), mot dérivé de l'hébreu hulin qui signifie laïc, séculier ou banal, est le terme utilisé en Israël pour désigner les juifs non-religieux.
Il s'agit d'une catégorie sociale en Israël, désignant les moins religieux parmi les juifs. Les trois autres catégories sont les masortim (traditionnels), les datiim (religieux) et les haredim (ultra-orthodoxes).
Lors de l'enquête de 2018 du Bureau central des statistiques d'Israël, 43,2 % des Juifs israéliens se sont identifiés comme hiloni.
En Israël, hiloni est utilisé pour identifier les Juifs qui observent moins de pratiques traditionnelles que les autres sous-groupes juifs plus religieux ; le terme peut également être utilisé comme épithète péjorative par les Juifs pratiquants ; il peut être également associé à la laïcité.